# ناحیه لویزویل، شهرستان کلی، ایلینوی
ناحیه لویزویل، شهرستان کلی، ایلینوی (به انگلیسی: Louisville Township) یک منطقهٔ مسکونی در ایالات متحده آمریکا است که در شهرستان کلی، ایلینوی واقع شده‌است. ناحیه لویزویل ۱٬۶۶۲ نفر جمعیت دارد و ۱۴۴ متر بالاتر از سطح دریا واقع شده‌است.